# لیزوکلاین

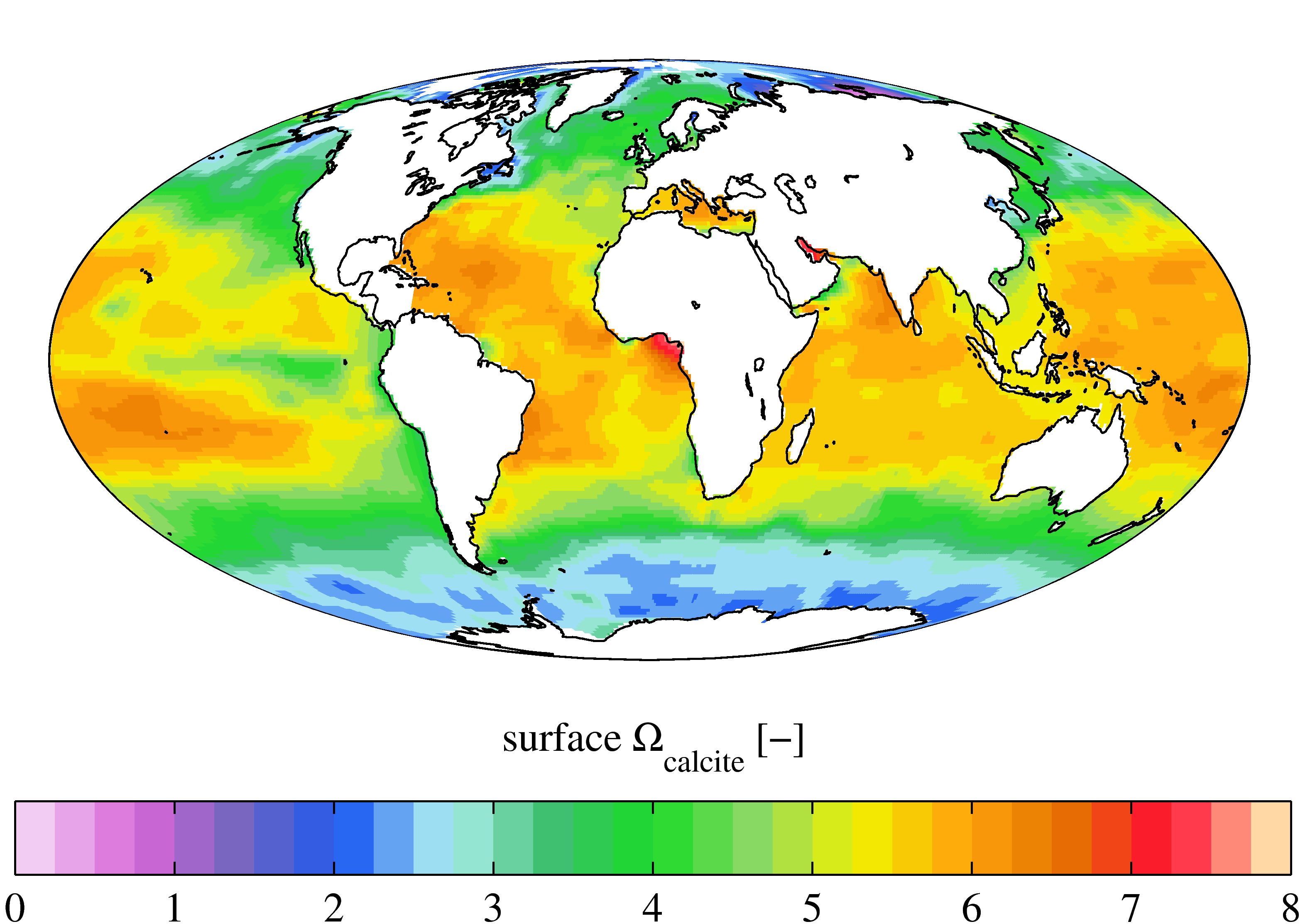
این نمودار میانگین کلسیت امگا در سطح سالانه امروزی را ارائه می‌کند: حالت اشباع نرمال شده کلسیت. نواحی با مقدار کمتر از ۱ احتمال انحلال (اشباع نشده) را نشان می‌دهد در حالی که مقدار بیش از ۱ مناطق کمتر احتمال انحلال (اشباع بیش از حد) را نشان می‌دهد.

لیزوکلاین یا ژرفای کربناته (به انگلیسی: Lysocline) (واژه Lyso به معنی شُل یا حل‌شدن و cline به معنی شیب است.)، ژرفای اقیانوس است که به ژرفای جبران کربناته (CCD) وابسته است، معمولاً حدود ۳٫۵ کیلومتر، که در زیر آن به دلیل اثر فشار، سرعت انحلال کلسیت به‌طور چشمگیری افزایش می‌یابد. در حالی که لیزوکلاین کرانه بالایی این ناحیه انتقالی از اشباع کلسیتی است، ژرفای جبران کربناته کرانه پایینی این ناحیه است.